# Sagres (Biermarke)

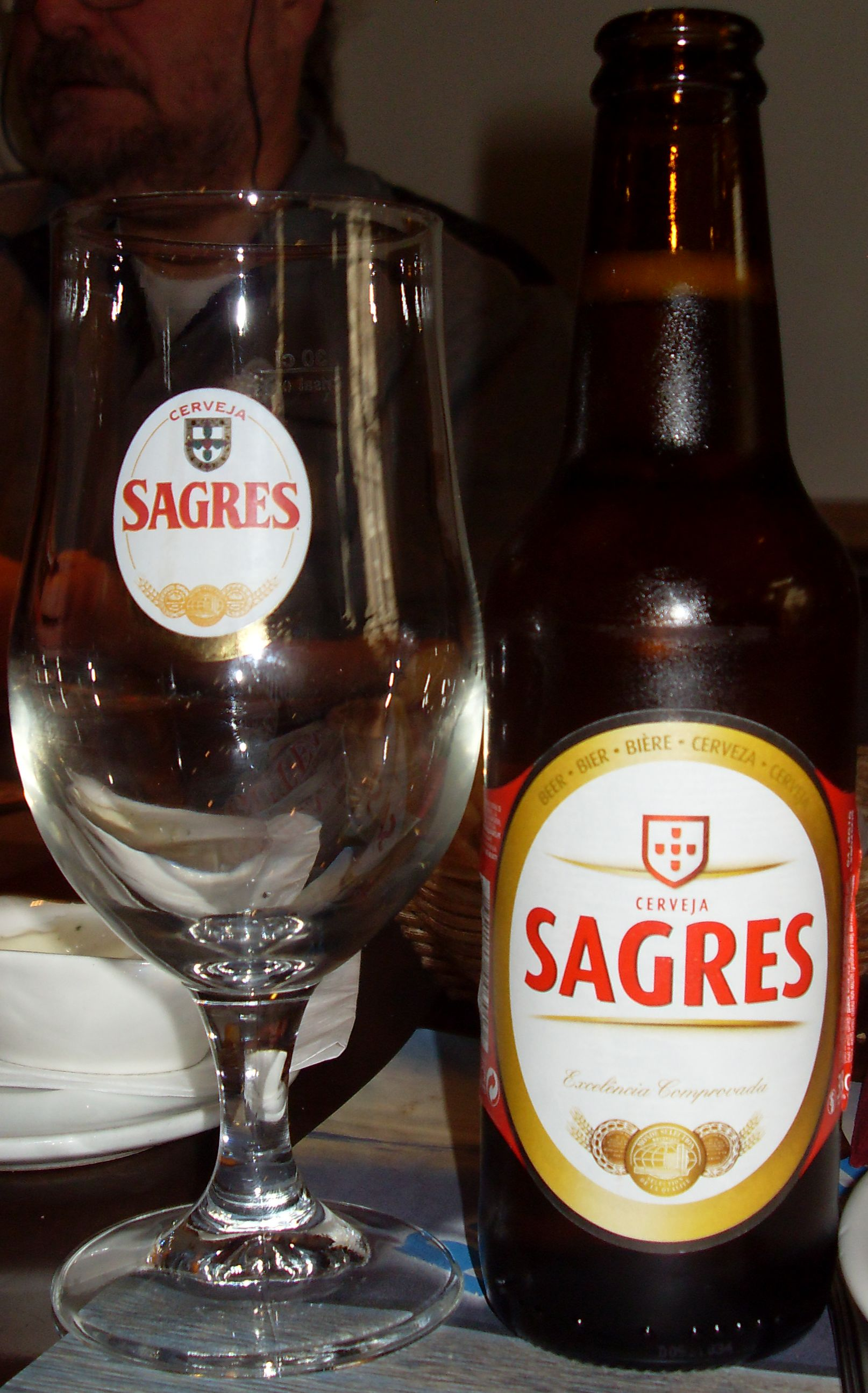
Sagres-Bier

Sagres ist eine portugiesische Biermarke. Sie existiert seit 1940 und gehört zusammen mit Super Bock zu den dominierenden Biermarken in Portugal.

## Geschichte
Der 1934 unter dem Namen Central de Cervejas gegründete Dachkonzern ist die Sociedade Central de Cervejas e Bebidas, S.A. Sitz der Brauerei ist Vila Franca de Xira nördlich von Lissabon. Bis zur portugiesischen Revolution am 25. April 1974 war die Central de Cervejas eine große Gruppe von Brauereien unter der Führung von Manuel Vinhas. Damals gehörte das angolanische Cuca, das mosambikanische Laurentina und Teile der brasilianischen Marke Skol zur Gruppe. Die Brauereigruppe wurde im Zuge der Wirtschaftspolitik nach der Nelkenrevolution aufgelöst und teilverstaatlicht. Danach wurde die Sociedade Central de Cervejas e Bebidas an eine kolumbianische Gruppe verkauft. Ein paar Jahre später wurde die Marke von der Vinhas-Familie zurückgekauft. Interne Unstimmigkeiten veranlassten sie 2003, an Scottish & Newcastle zu verkaufen. Seit April 2008 gehört sie zur niederländischen Heinekengruppe. Während es 1940 nur Helles (Sagres Branca) und Dunkles (Sagres Preta) gab, kamen in den letzten Jahren immer mehr Sorten dazu.
Man sucht die Brauerei vergebens im südwestlichsten Ort des europäischen Kontinents mit dem Namen Sagres. Dieser gab ob seines Bekanntheitsgrads dem Bier nur seinen Namen.
Sagres ist Marktführer in Portugal. Sagres wird in verschiedenen Ländern produziert, in der Schweiz beispielsweise in Chur.

## Produkte
Alle Biere mit dem Titel „Sagres“:
- Branca – Pilsner mit einem Alkoholgehalt von 5,2 %
- Preta – Dunkelbier. Es war lange das einzige dunkle Bier auf dem portugiesischen Markt.
- Limalight – Biermischgetränk mit Zitronengeschmack
- Zero Branca – alkoholfreies Pilsner
- Zero Preta – alkoholfreies Dunkelbier
- Zero Limalight – alkoholfreies Biermischgetränk mit Zitronengeschmack
- Bohemia – Pilsner mit höherem Alkoholgehalt von 6,2 %
- Bohemia Reserva 1835 – Pilsner mit höherem Alkoholgehalt von 6,6 %
- Bohemia De Ouro – Pilsner mit höherem Alkoholgehalt von 5,7 %